# Schody

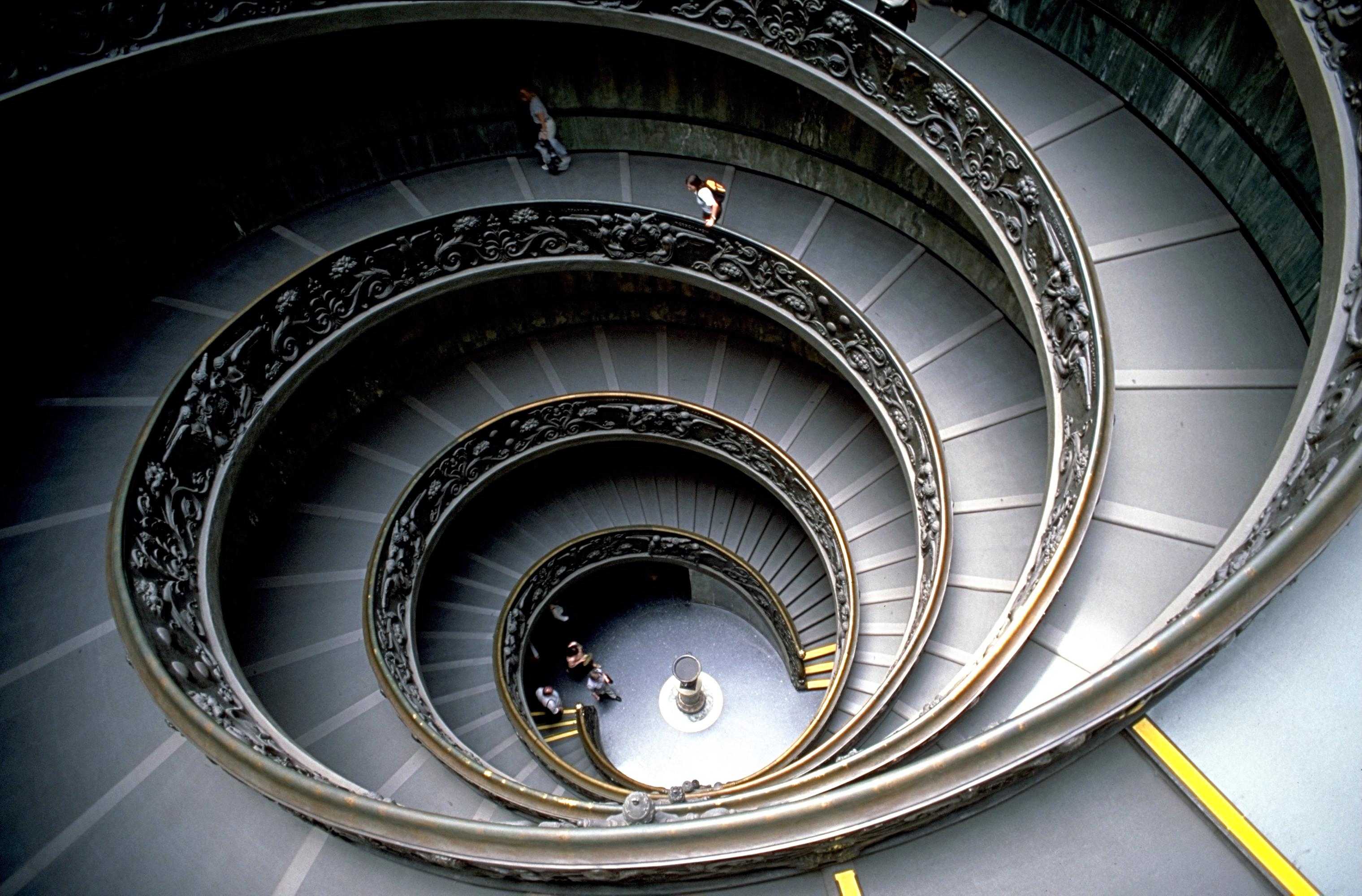
Schody w Muzeum Watykańskim

Schody – element budynku lub ukształtowania terenu, który umożliwia komunikację między różnymi poziomami.
Schody znane są od najstarszych czasów. W starożytności i średniowieczu miały zastosowanie czysto praktyczne. Jedynie stopnie zewnętrzne, wykonane z kamienia, pomimo prostej konstrukcji stanowiły element architektoniczny zdobiący, podkreślający rangę obiektu (schody wiodące do świątyni, kościoła, zamku itp.) Dopiero w okresie renesansu zaczęto stosować bardziej dekoracyjne formy schodów. Oprócz schodów reprezentacyjnych w pałacach, bibliotekach, teatrach, domach mieszkalnych stosowano także ciasne, słabo oświetlone, niewygodne schody dla służby. Wymiary schodów regulują przepisy budowlane zawarte w rozporządzeniu ministra właściwego do spraw budownictwa (rozporządzenie ministra infrastruktury z dnia 12 kwietnia 2002 r. w sprawie warunków technicznych, jakim powinny odpowiadać budynki i ich usytuowanie), zgodnie z nimi minimalne, wymagania zależą od przeznaczenia budynków (budynki mieszkalne, użyteczności publicznej, służba zdrowia) przeznaczenia schodów – wejścia do piwnic, na poddasze mogą zawierać mniej wygodne schody.
Schody nie są jedynym elementem komunikacji pionowej. Stosowane są także pochylnie, rampy, windy i schody ruchome.

## Niektóre rozwiązania architektoniczne schodów

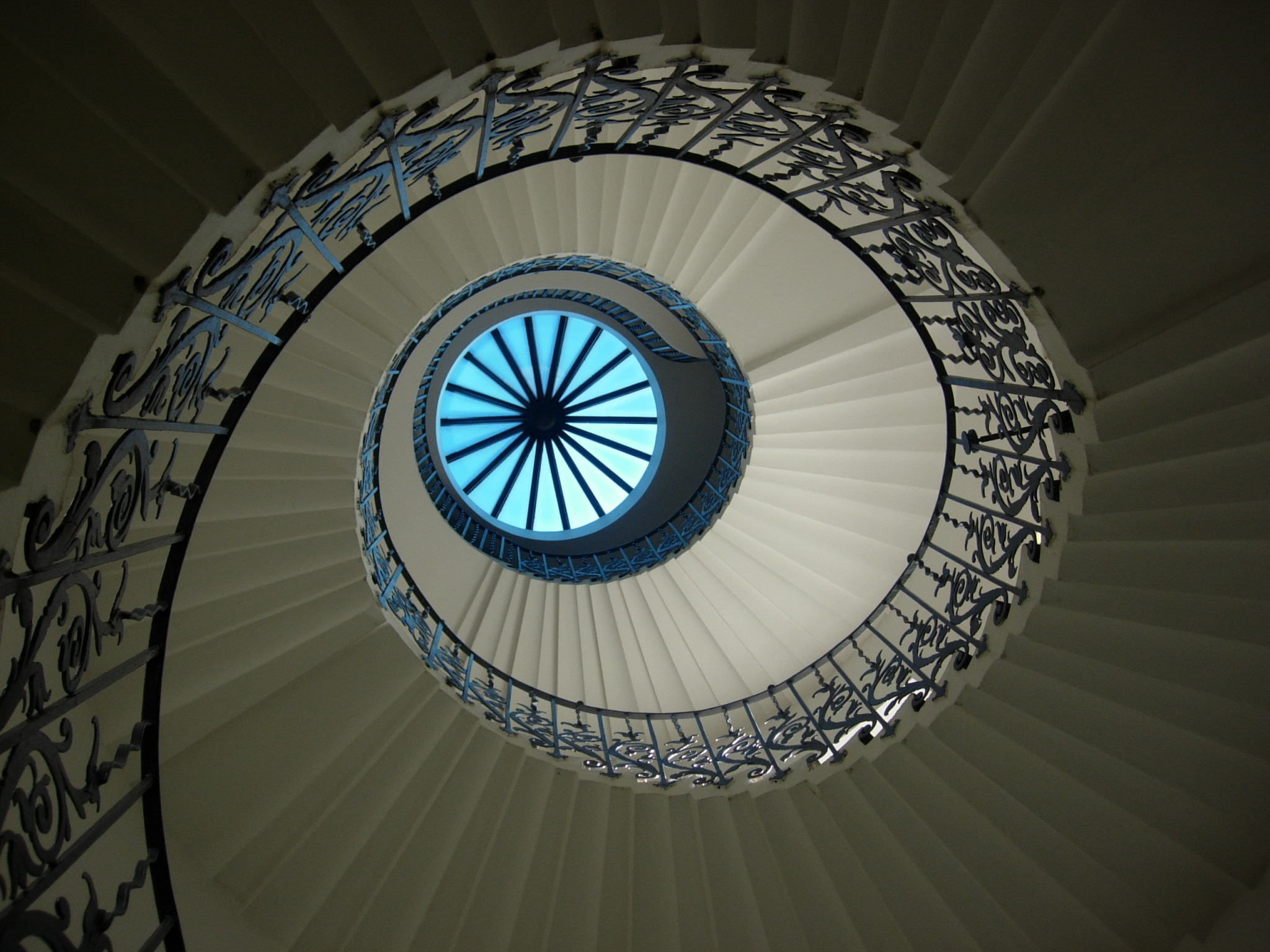
The Tulip Stairs – schody w Queen’s House, zaprojektowanym przez Inigo Jonesa (Greenwich w Anglii)

- schody z IV w. p.n.e. prowadzące do pałacu w Persepolis
- manierystyczne schody w przedsionku Biblioteca Laurenziana (Michał Anioł)

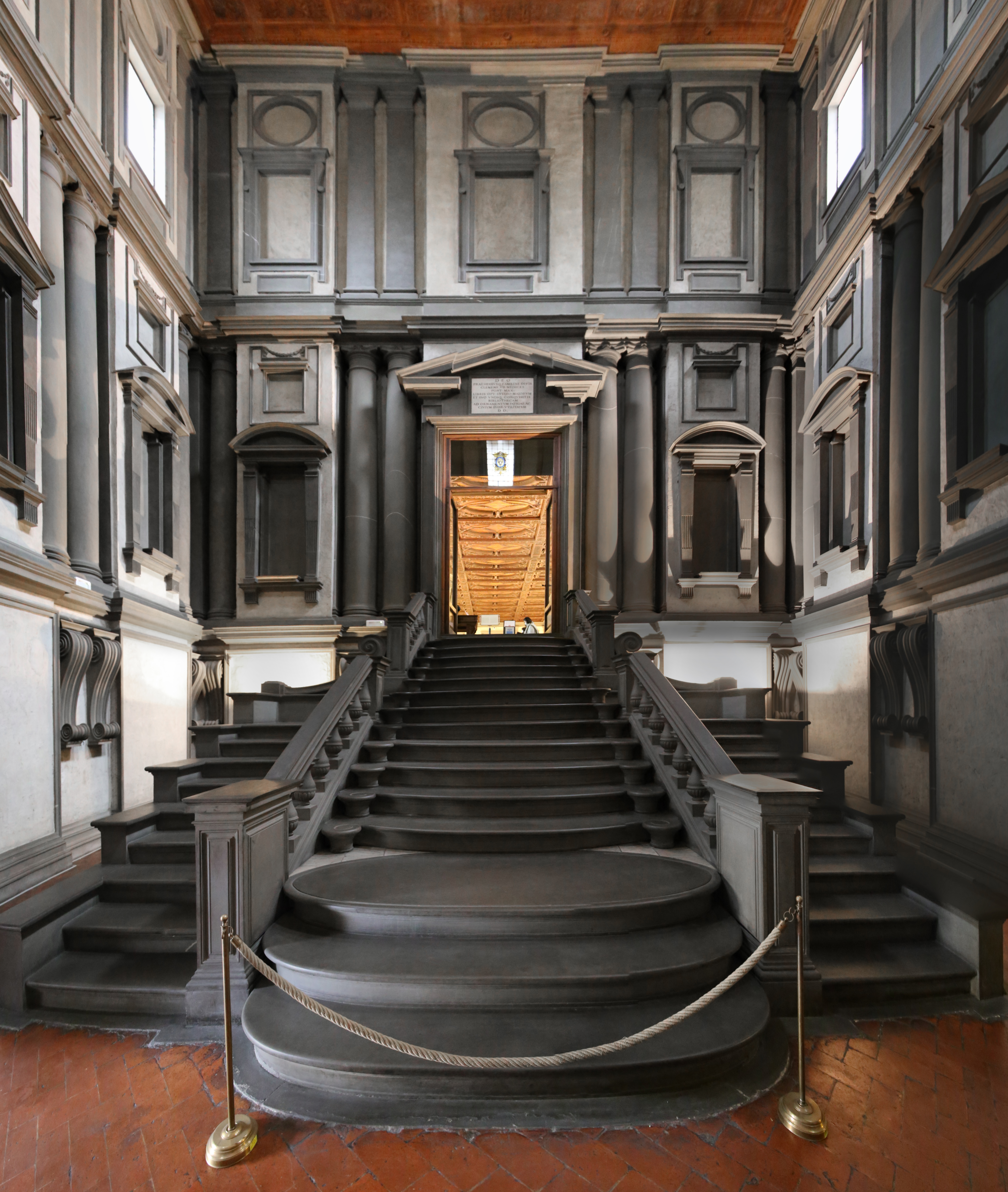
Florencja

- barokowe schody Scala Regia (Schody Królewskie) w Watykanie zaprojektowane przez Berniniego Gian Lorenzo
- rokokowe Schody Hiszpańskie w Rzymie prowadzące z Placu Hiszpańskiego do kościoła Trinita dei Monti (o 137 stopniach) (zbudowane w latach 1721–1725 według projektu scenograficznego Francesco De Sanctisa).

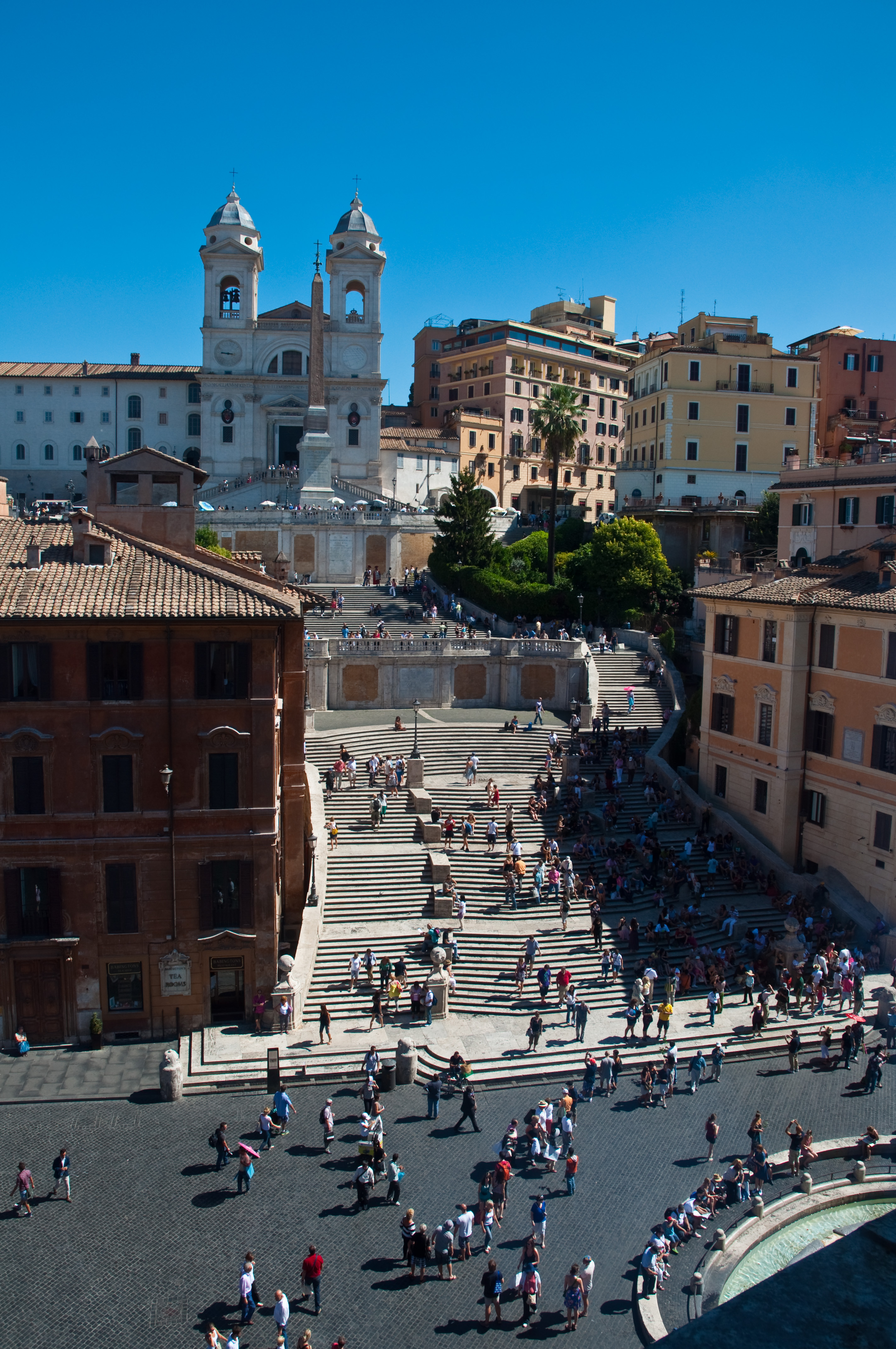
Rzym – Schody Hiszpańskie

- klasycystyczne schody w pałacu Caserta pod Neapolem zaprojektowane przez Luigiego Vanvitellii
- XIX-wieczne monumentalne schody w Odessie, wykorzystane jako scenografia filmu Pancernik Potiomkin

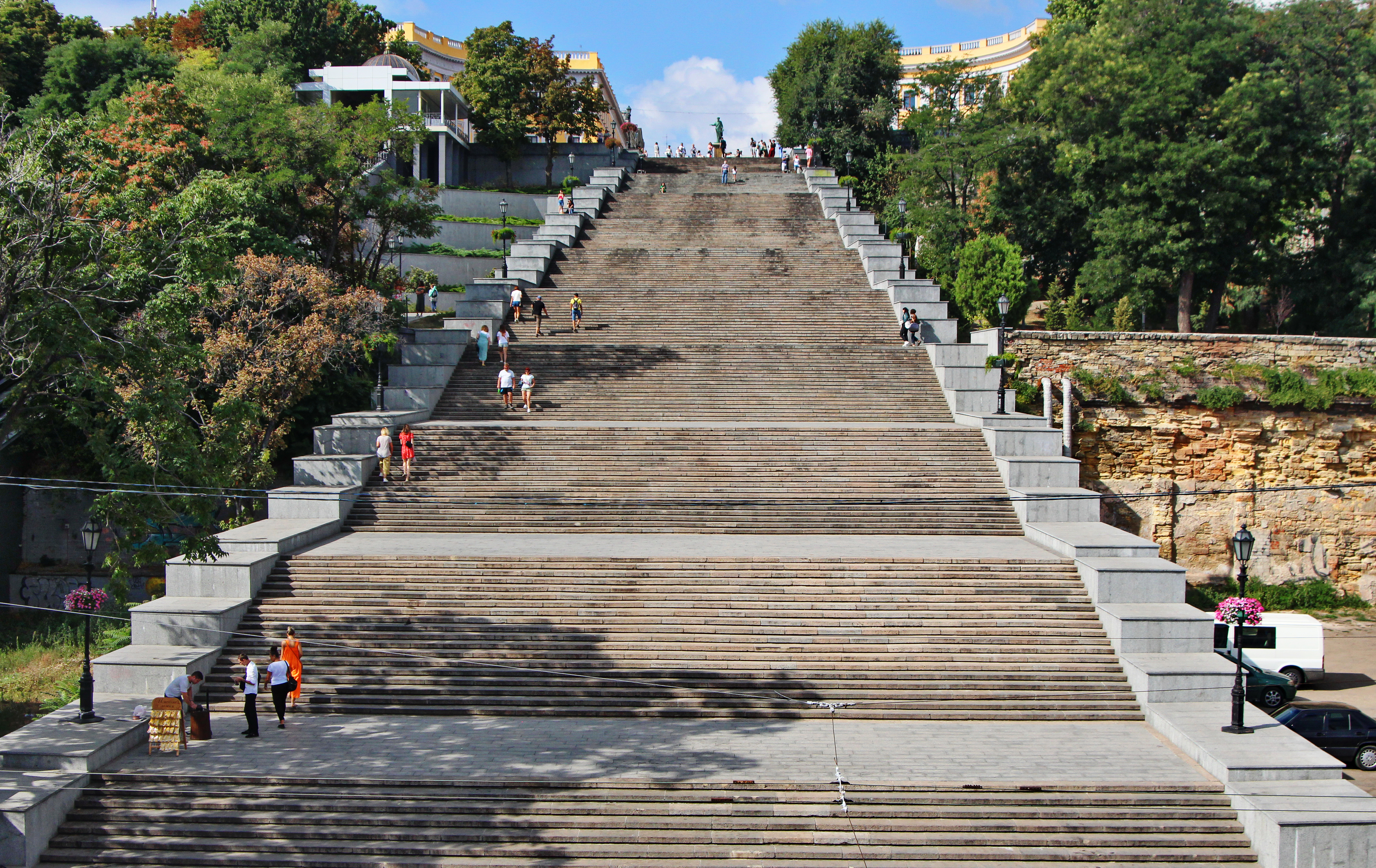
Odessa

## Części konstrukcyjne schodów
- Bieg, bieg schodowy – to nazwa szeregu stopni, połączonych ze sobą
- Podesty (spoczniki) – poziome elementy rozdzielające biegi schodowe, pozwalają na ewentualny odpoczynek, zmianę kierunku biegów, wejście do mieszkania itp. Wyróżniamy spoczniki piętrowe (na poziomie kondygnacji) i międzypiętrowe.
- Stopień – część pozioma to podnóżek, stopnica lub posunięcie. Część pionowa to przednóżek, podstopnica albo podniesienie.
- Balustrada z poręczą lub pochwyt (poręcz mocowana bezpośrednio do ściany) – elementy zapewniające bezpieczne korzystanie ze schodów, umieszczona jest wzdłuż biegów.
- Dusza – wolna przestrzeń pomiędzy dwoma biegami[1].

## Klasyfikacja schodów

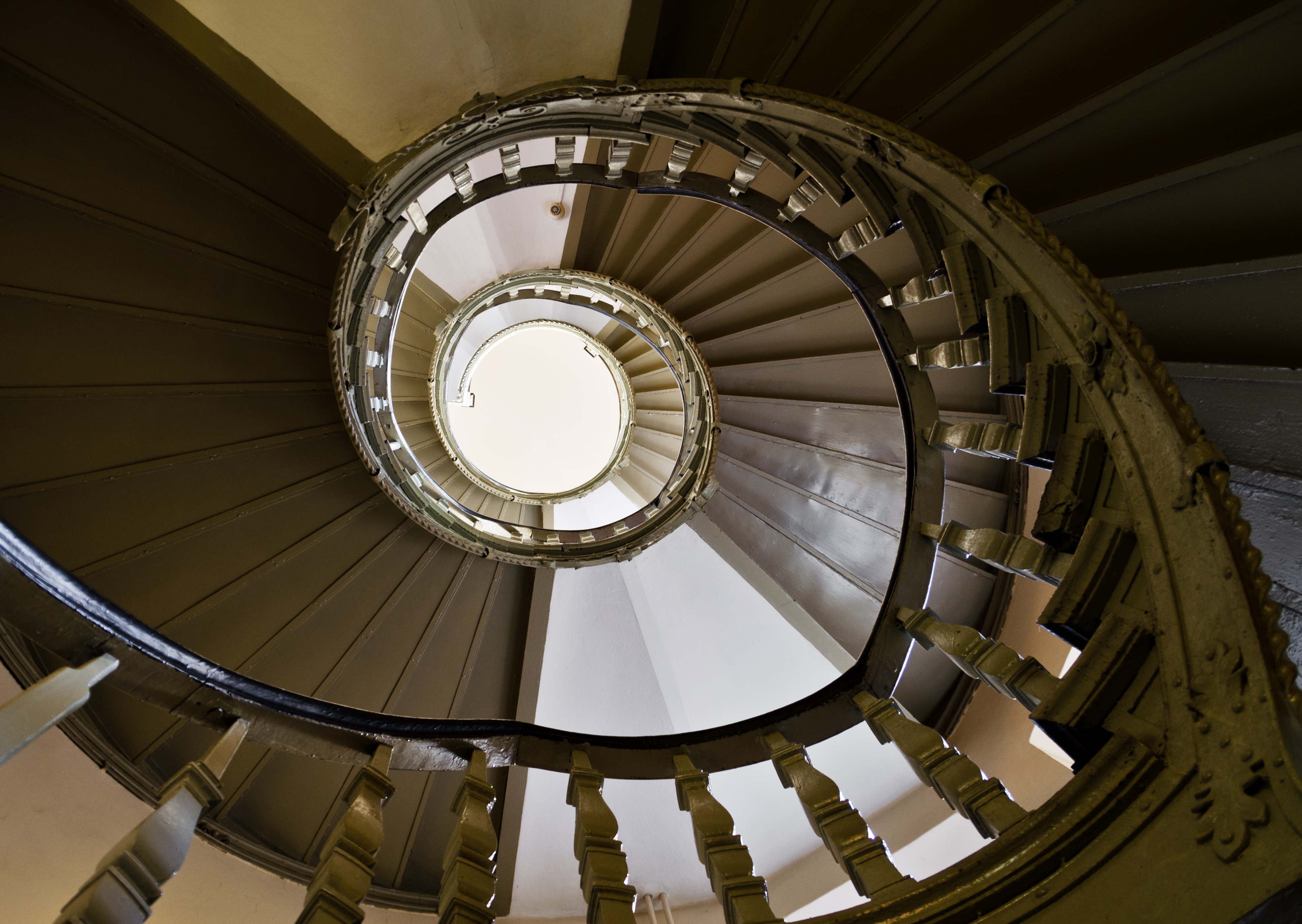
Schody stalowe

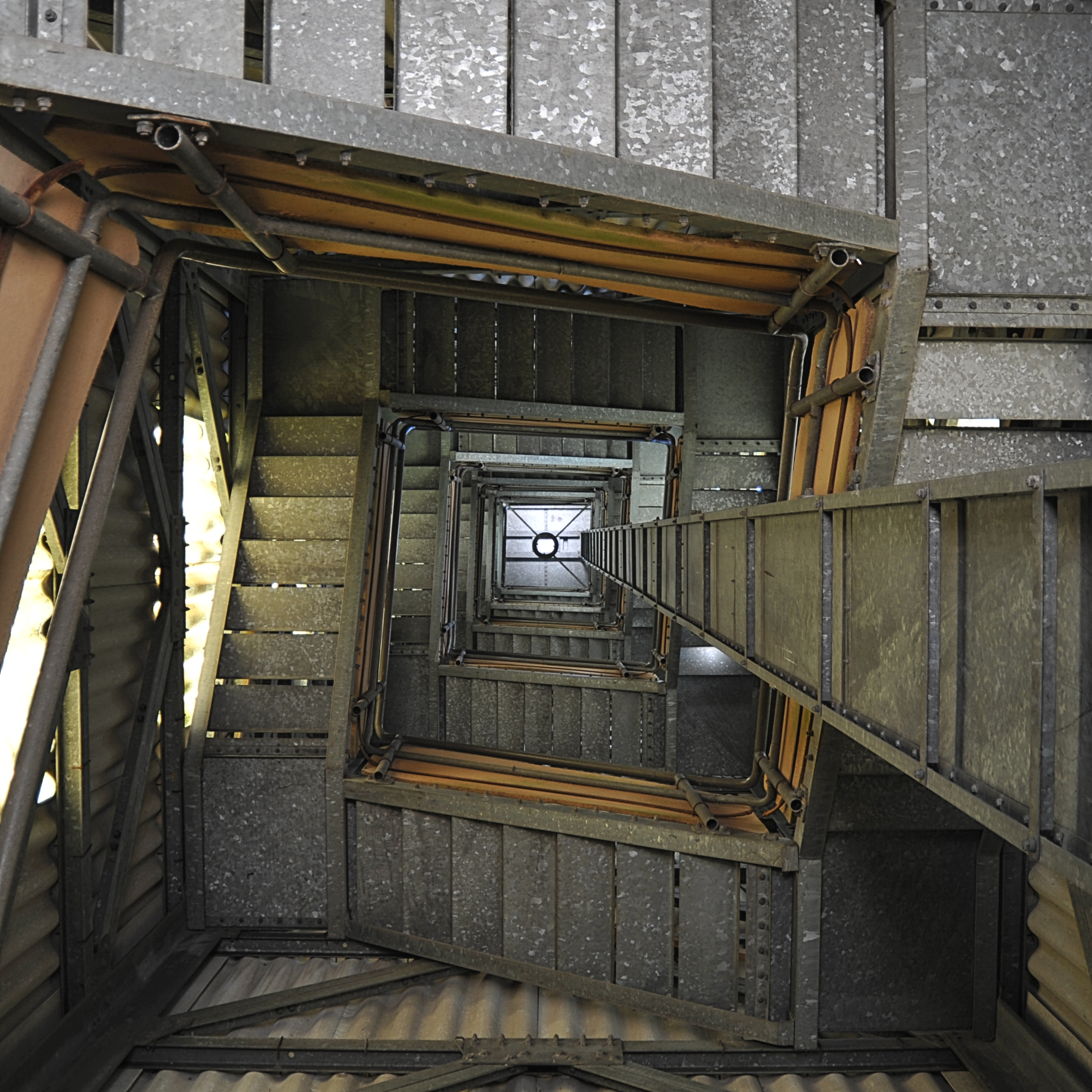
Stalowe schody

W zależności od miejsca położenia
- wewnętrzne (wewnątrz budynku)
- zewnętrzne (na zewnątrz budynku)
- terenowe (jako oddzielna budowla)

Według przeznaczenia użytkowego
- główne (reprezentacyjne)
- służbowe (np. kuchenne)
- piwniczne
- ewakuacyjne
- techniczne (dojścia do urządzeń)

W zależności od kształtu w rzucie poziomym
- jednobiegowe proste
- dwubiegowe jednokierunkowe

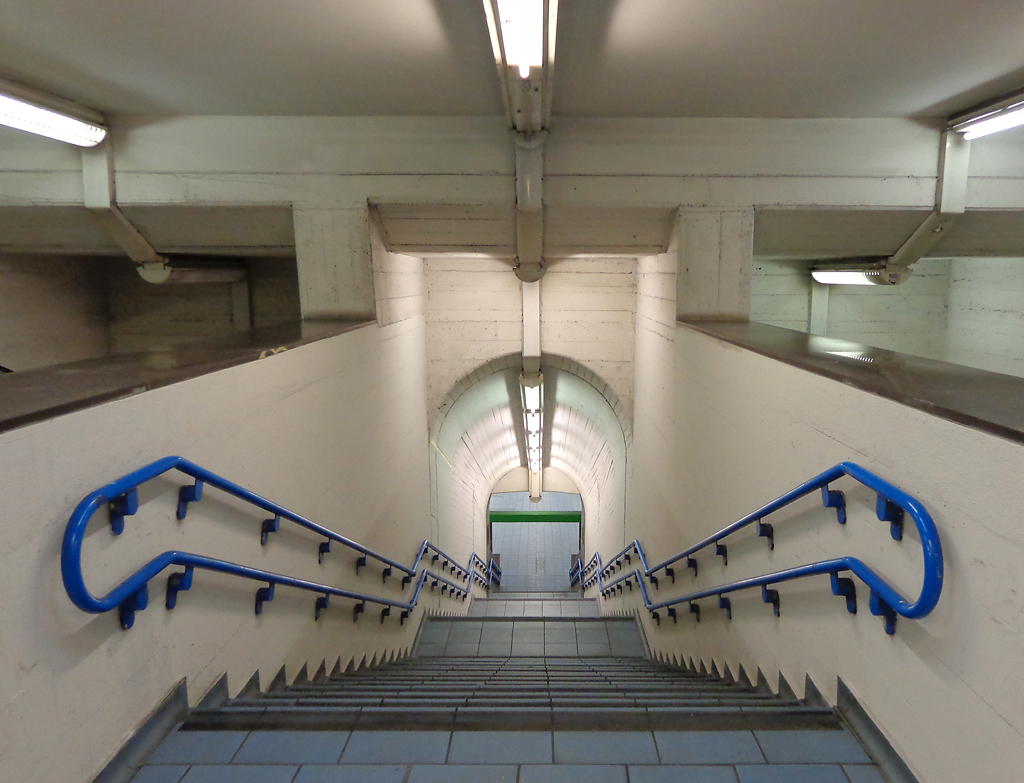
Schody czterobiegowe

- dwubiegowe zwykłe z kierunkiem powrotnym
- dwubiegowe łamane
- dwubiegowe z biegiem podwójnym górnym i dolnym
- trójbiegowe
- wachlarzowe
- zabiegowe[2]
- kręte i spiralne[3]

W zależności od kąta nachylenia
- schody łagodne o nachyleniu do 30 stopni
- schody normalne o kącie nachylenia 30-36 stopni
- schody strome których kąt nachylenia przekracza 36 stopni
- schody rzymskie (kacze) których kąt (zwykle powyżej 45 stopni) wymaga zastosowania trepów naprzemiennych lub podcinanych

W zależności od ognioodporności
- ogniotrwałe (o określonej klasie ognioodporności)
- nieogniotrwałe

W zależności od materiału
- drewniane
- ceglane
- kamienne
- betonowe
- żelbetowe
- stalowe
- z materiałów mieszanych

### W zależności od konstrukcji
- Wspornikowe (o stopniach wspornikowych)
- Wspornikowe (o biegach wspornikowych)
- Policzkowe (oparte na belkach policzkowych)
- Płytowe (wolno podparte)
- Płytowe o brzegach wspornikowych
- Spiralne (prętowe lub płytowe)
- Samonośne

### W zależności od rodzaju pracy
- Pracujące jako układy płaskie
- Pracujące jako układy płytowe
- Pracujące jako układy prętowe
- Pracujące jako układy przestrzenne, których elementy mają złożony stan naprężeń

## Wymiary schodów
Wymiary musimy tak dobrać, żeby schody były wygodne we wchodzeniu, jak i schodzeniu. Wysokość przednóżka i szerokość podnóżka są do siebie wzajemnie zależne. Obliczenia prowadzimy ze wzoru:
2h + s = 60–65 cm
gdzie: h – wysokość stopnia, s – szerokość stopnia. 63 cm to długość krótkiego kroku ludzkiego, który został przyjęty na podstawie badań i doświadczeń (średnia).
W praktyce budowlanej najczęściej spotykane wielkości to:
- wysokość stopni h = 14–19 cm (schody bardzo wygodne – 15 cm, wygodne – 16 cm, przeciętne – 17 cm, podrzędne – 19 cm);
- szerokość stopni s = 25–32 cm (schody bardzo wygodne – 32 cm, wygodne – 30 cm, przeciętne – 29 cm, podrzędne – 25 cm);

Dokładne długości, wysokości i szerokości stopni, podstopni i spoczników zawarte są w Rozporządzeniu Ministra Infrastruktury (...) w sprawie warunków technicznych, jakim powinny odpowiadać budynki i ich usytuowanie, § 68 ust 1.
Schody rzymskie (kacze) w świetle przepisów są niedopuszczalne.

## Poręcze schodów

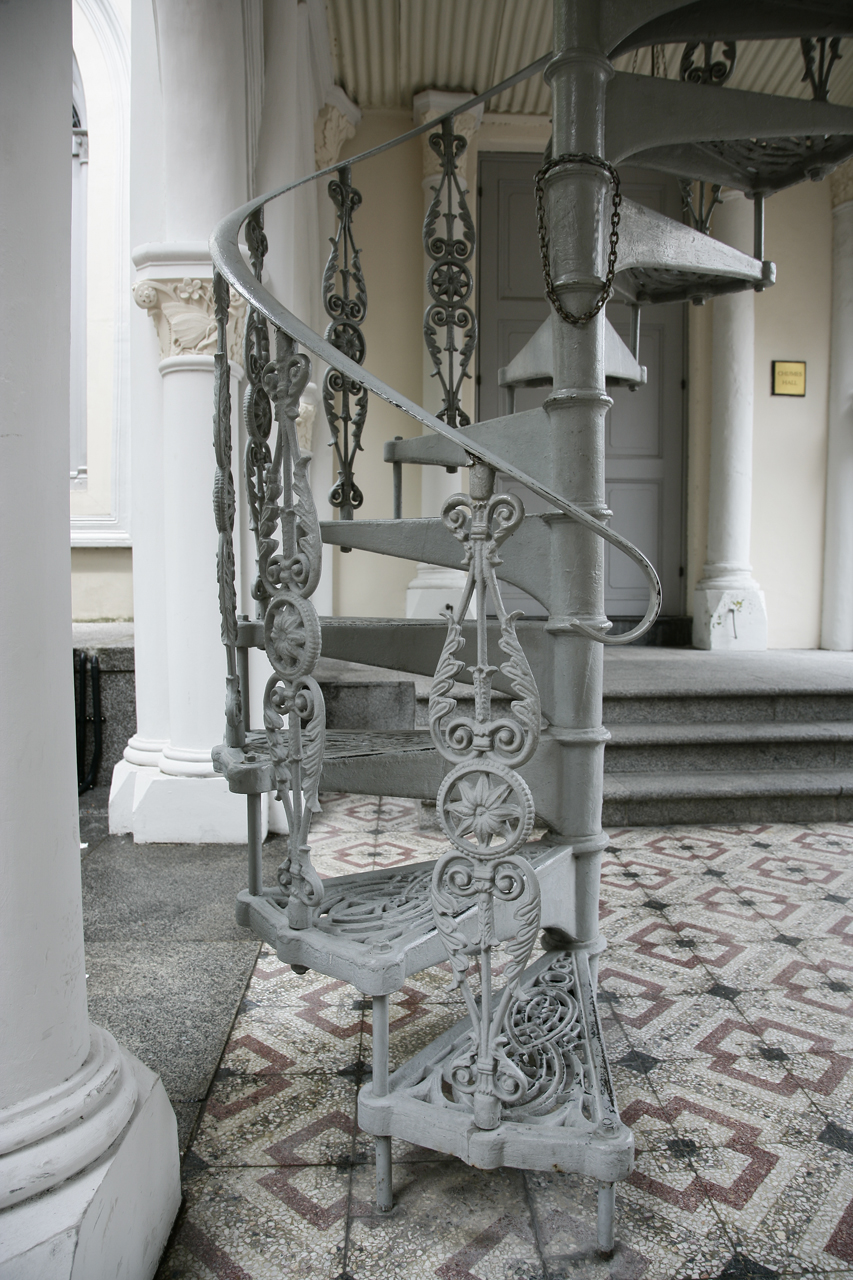
Schody stalowe z balustradą.

Są zamontowane ze względu na bezpieczeństwo ruchu po schodach. Balustrady wykonane mogą być jako ścianki z żelbetu, kamienia, drewna, metalu lub szkła.

## Schody stalowe
Mogą być wykonane ze stopni przymocowanych do bocznej ścianki policzków lub nasadzane na policzki.

## Schody drewniane

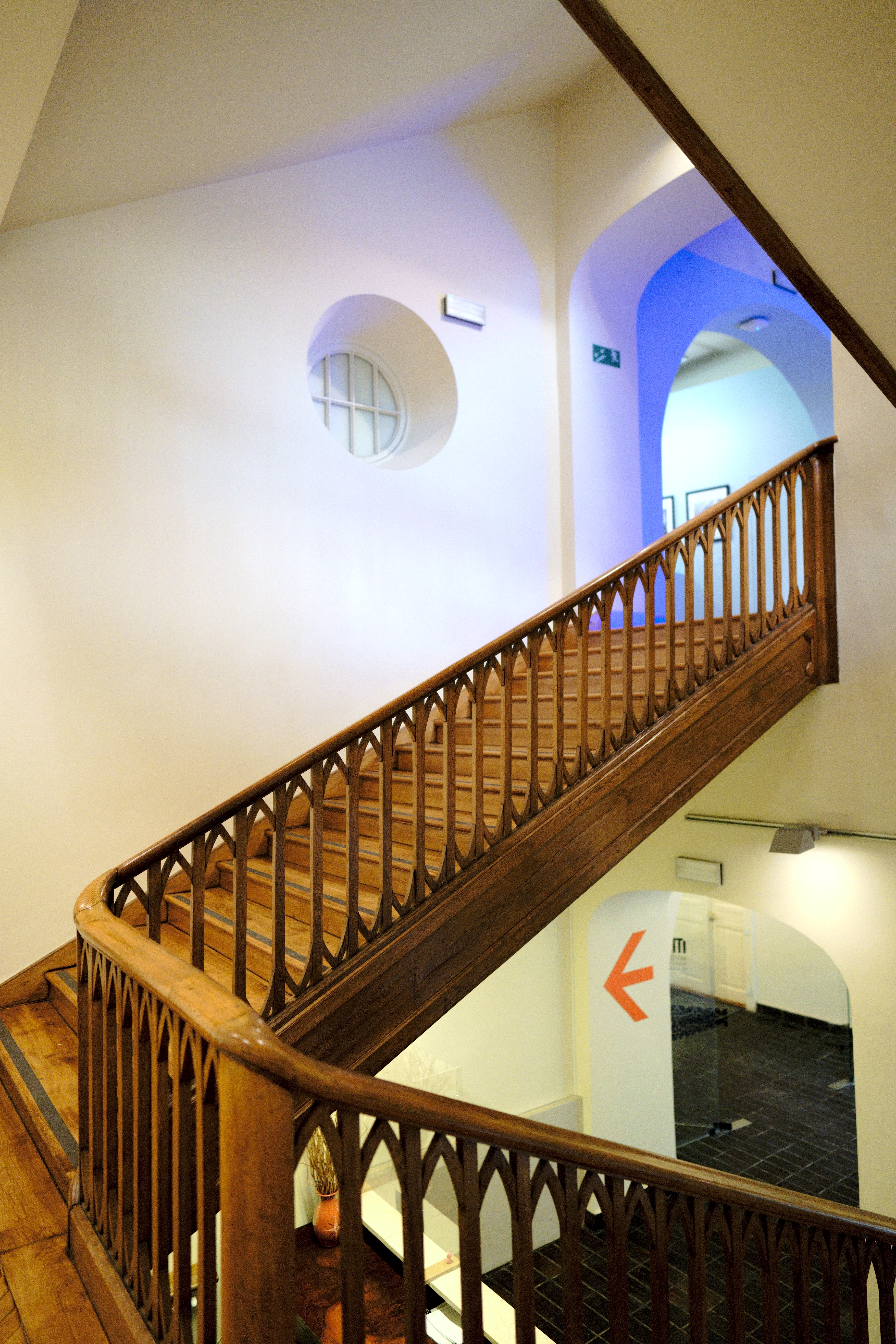
Schody drewniane w
Kamienicy Szołayskich w Krakowie

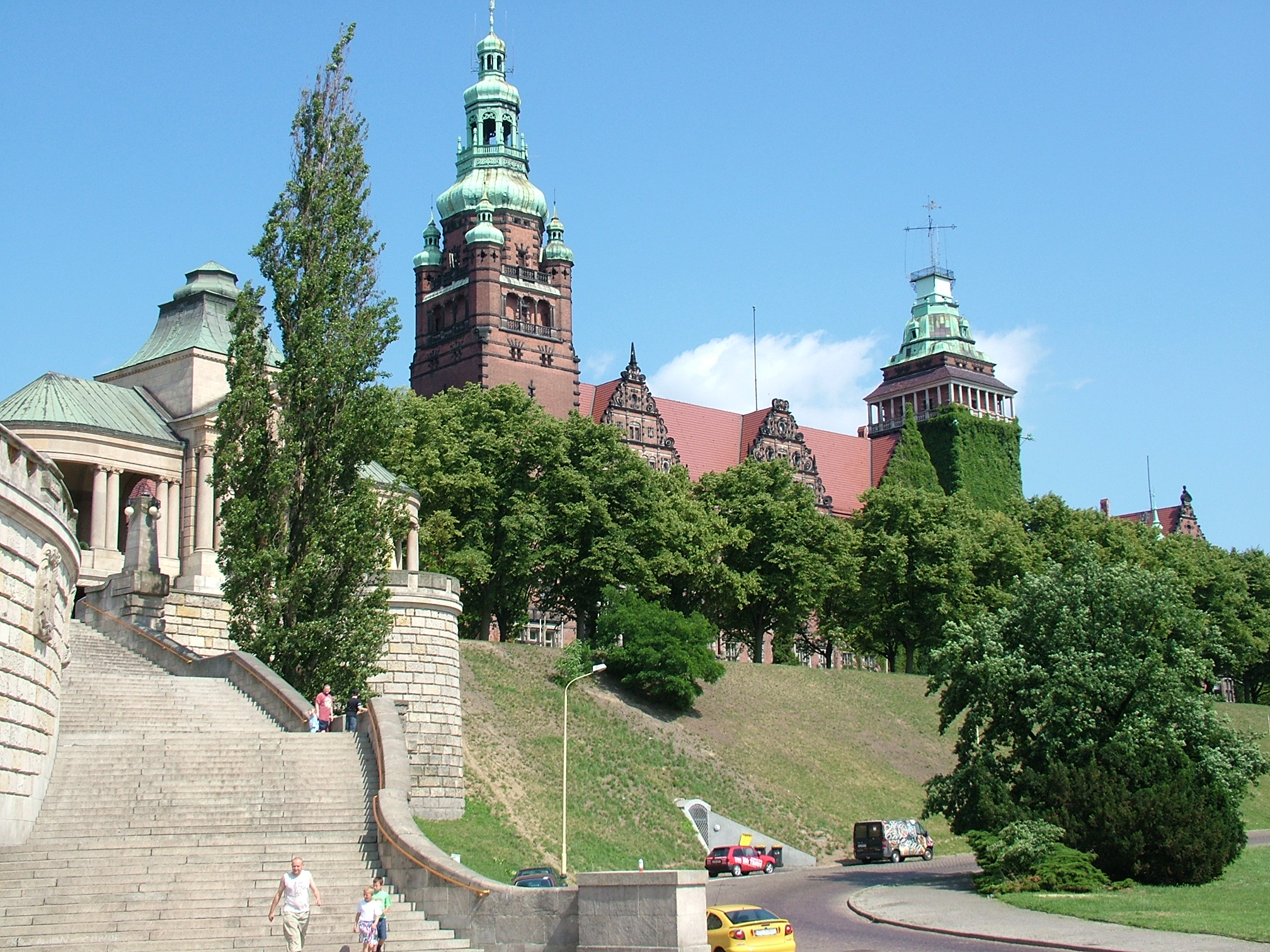
Schody kamienne na Wałach Chrobrego w Szczecinie

Wykonywane są przeważnie z drewna sosnowego, a stopnie z drewna dębowego. Schody wykonuje się nie więcej niż do dwóch kondygnacji.
Podział schodów drewnianych
- Schody drabiniaste – składają się z belek policzkowych albo policzków, podnóżków. Stosowane są w magazynach, budynkach gospodarczych itp.
- Schody ze stopniami osadzonymi w policzkach – składają się z policzków, podnóżków i przednóżków.
- Schody ze stopniami wsuwanymi w gniazda wyżłobionych policzków.
- Schody ze stopniami nakładanymi albo siodłowymi.
- Schody wachlarzowe.
- Schody kręte.
- Schody gięte.
- Schody spiralne.
- Schody półkowe.
- Schody dywanowe.

## Schody kamienne

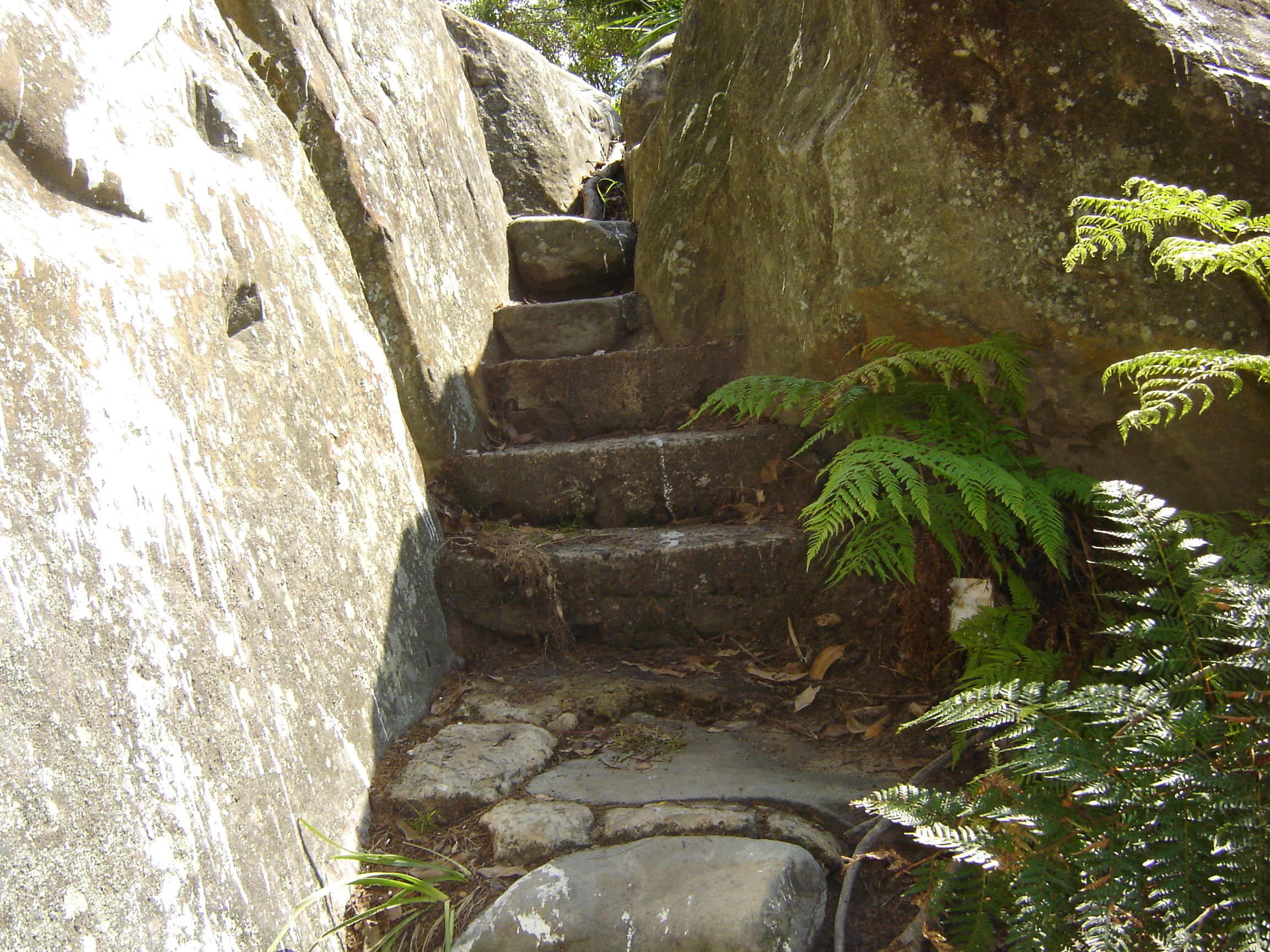
Schody z kamienia

Wykonuje się ze stopniami obustronnie podpartymi na belkach stalowych lub na murach. Stopnie wykonane są z kamieni twardych np. z granitu, bazaltu, sjenitu, marmuru czy piaskowca.

## Schody betonowe i żelbetowe

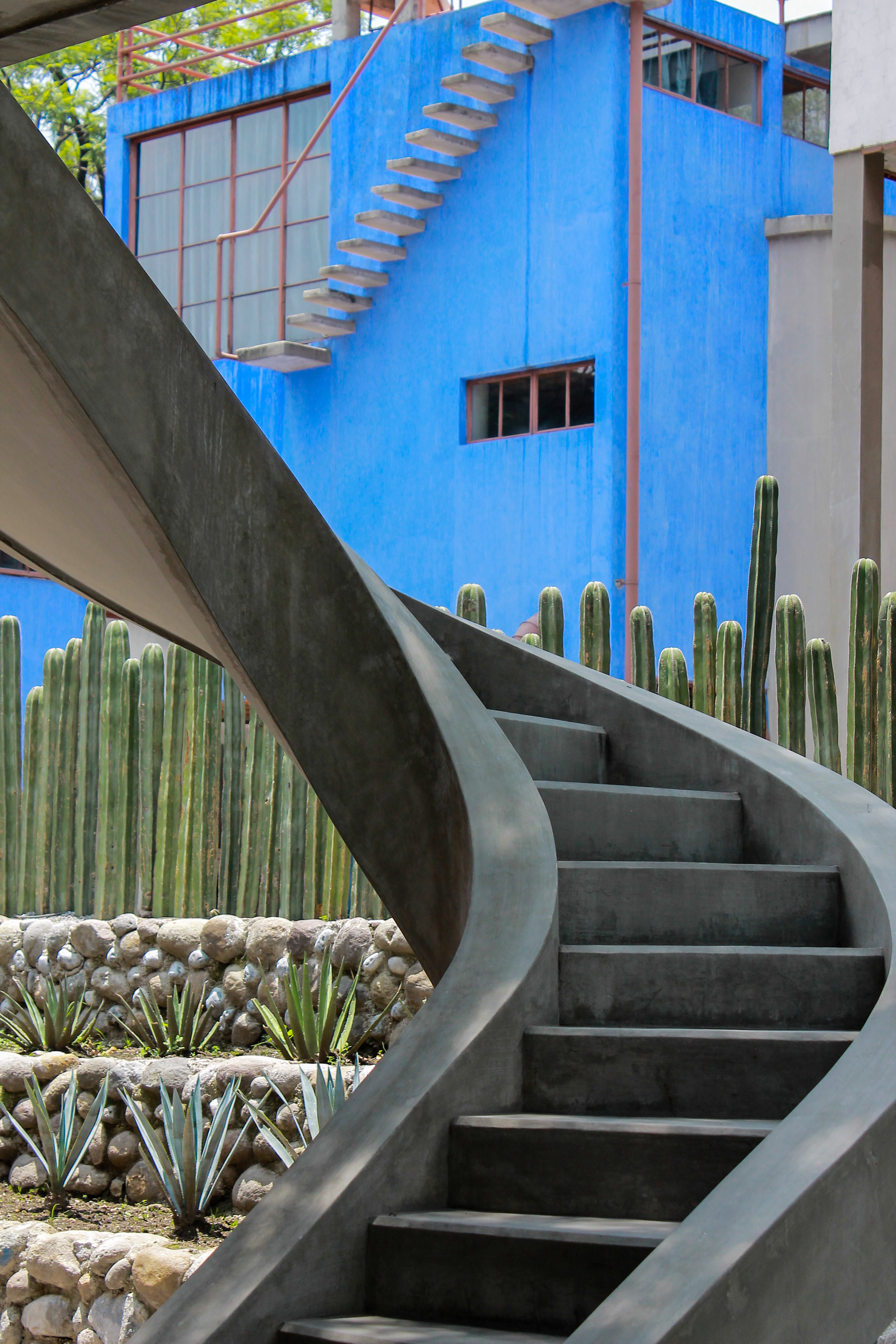
Konstruktywizm: schody kręte i wspornikowe z żelazobetonu w Meksyku w domu Diego Rivery i Fridy Kahlo, architekt Juan O'Gorman (1932). W modernizmie same schody mogą pełnić funkcję dekoracji, która wzbogaca pozornie surową formę budynku.

Schody betonowe mogą być płytowe, policzkowe lub wspornikowe.

### Schody wspornikowe – ogólny zarys konstrukcji
Ten rodzaj schodów znany jest szerzej jako schody półkowe. Schody wspornikowe pozbawione są konstrukcji podtrzymującej, a także poręczy (poręcz to wersja opcjonalna). Dzięki temu wyglądają jak stopnie zawieszone w powietrzu, zajmując niewielką przestrzeń. Konstrukcja schodów schowana jest w ścianie, dlatego ich montaż lepiej uwzględnić już na etapie projektu pomieszczenia, w którym mają się znaleźć.

### Schody wspornikowe (o stopniach wspornikowych)
Schemat statyczny stopni przyjmuje postać wspornika. Pojedyncze stopnie pracują niezależnie od siebie. Wyróżniamy konstrukcję
monolityczne, jak i prefabrykowane. Oś obojętna jest równoległa do podniebienia stopni natomiast odkształcenia prostopadłe. Zbrojenie nośne jest rozłożone równomiernie wzdłuż górnej krawędzi prostopadle do zamocowania.

### Schody wspornikowe (o biegu wspornikowym)
Schemat statyczny przyjmuje postać wspornika. Bieg pracuje jako jeden element, a jego ugięcie jest prostopadłe do podniebienia. Oś obojętna przebiega równolegle do podniebienia, natomiast ramię sił wewnętrznych przyjmowane jest jak dla płyty pełnej. Wyróżnia się schody o tej konstrukcji monolityczne, jak i prefabrykowane. Najczęściej podporę stanowi wieniec żelbetowy o szerokości ściany.

### Schody policzkowe
Wyróżnia się 3 rodzaje schodów policzkowych: z obu stron oparte na belkach, z obu stron oparte na ścianach, oparte z jednej strony na ścianie, a z drugiej na belce. Ich zaletą jest przenoszenie dużych obciążeń. Schody te przyjmują schemat statyczny biegów lub stopni swobodnie podpartych. Mogą składać się z belek (stopni) bądź płyt (biegów). W obu przypadkach biegi pracują wzdłuż krótszego brzegu. Zwykle na jeden stopień bądź bieg przypadają 3 pręty zbrojeniowe.

### Schody płytowe
Schemat statyczny konstrukcji to rama swobodnie podparta w końcach. Jest to najczęściej stosowany rodzaj tego typu konstrukcji. Część nośna pracuje jak płyta jednokierunkowo zbrojona. Najprostszym sposobem podparcia konstrukcji jest oparcie jej na przeciwległych ścianach klatki schodowej, bądź z jednej strony na belce lub płycie spocznikowej, a z drugiej na ścianie.